# Cellosonates nr. 1 en 2 (Beethoven)
De cellosonates nr. 1 en nr. 2, opus 5 voor cello en piano schreef Ludwig van Beethoven in 1796 in Berlijn. Terwijl hij daar was, ontmoette Beethoven de koning van Pruisen, Frederik Willem II van Pruisen, een muziekliefhebber en een vaardige cellist. Maar hoewel beide sonates aan hem zijn opgedragen, vermeldt de componist Ferdinand Ries, een leerling en de secretaris van Beethoven, dat Beethoven "verscheidene malen optrad aan het hof, waar hij ook de twee cellosonates opus 5 speelde, geschreven voor Duport en hemzelf." Duport was de eerste cellist van de koning. Het gaat hierbij waarschijnlijk om Jean-Louis Duport, en niet om zijn oudere broer Jean-Pierre, die ook cellist was.
In de vroege negentiende eeuw werden sonates voor bijvoorbeeld viool en piano(forte) omschreven als een 'sonate voor piano(forte) met begeleiding van de viool'. De cello werd nog veel minder als solo-instrument gezien, omdat het tijdens en na de barok vooral een continuo-instrument was, bedoeld om de linkerhand van de pianoforte te dubbelen. Beethoven was een van de eerste componisten die sonates schreven voor de cello met een eigen, uitgeschreven partij. De sonates van opus 5 zijn de eerste twee voorbeelden van volledig ontwikkelde cellosonates in de moderne zin van het woord.
Beide sonates bestaan uit twee delen, met beide een lang, uitgewerkt adagio als inleiding.

## Sonate No. 1 in F-groot, Op. 5, No. 1
1. Adagio sostenuto – Allegro
2. Rondo. Allegro vivace

Een uitvoering van dit muziekstuk duurt ongeveer 25 minuten.

## Sonate No. 2 in g-klein, Op. 5, No. 2
1. Adagio sostenuto e espressivo – Allegro molto più tosto presto (eindigt in G-groot).
2. Rondo. Allegro (in G-groot)

Een uitvoering van dit muziekstuk duurt ongeveer 25 minuten.

## Domenico Dragonetti
De contrabassist Domenico Dragonetti speelde de tweede cellosonate met Beethoven aan de pianoforte, op de contrabas. Hij choqueerde Beethoven door zijn virtuoze uitvoering. Vanaf die dag stopte Beethoven ermee de contrabas te beschouwen als een muzikaal ondermaatse, versimpelde cello. De moeilijke partijen voor contrabas in zijn symfonieën komt voort uit Beethovens samenwerking met Dragonetti en zijn respect voor het instrument.